# Henitscheska Hirka
Henitscheska Hirka (ukrainisch Генічеська Гірка; russisch Геническая Горка Genitscheskaja Gorka) ist ein Dorf auf der Arabat-Nehrung im Süden der ukrainischen Oblast Cherson mit etwa 500 Einwohnern.

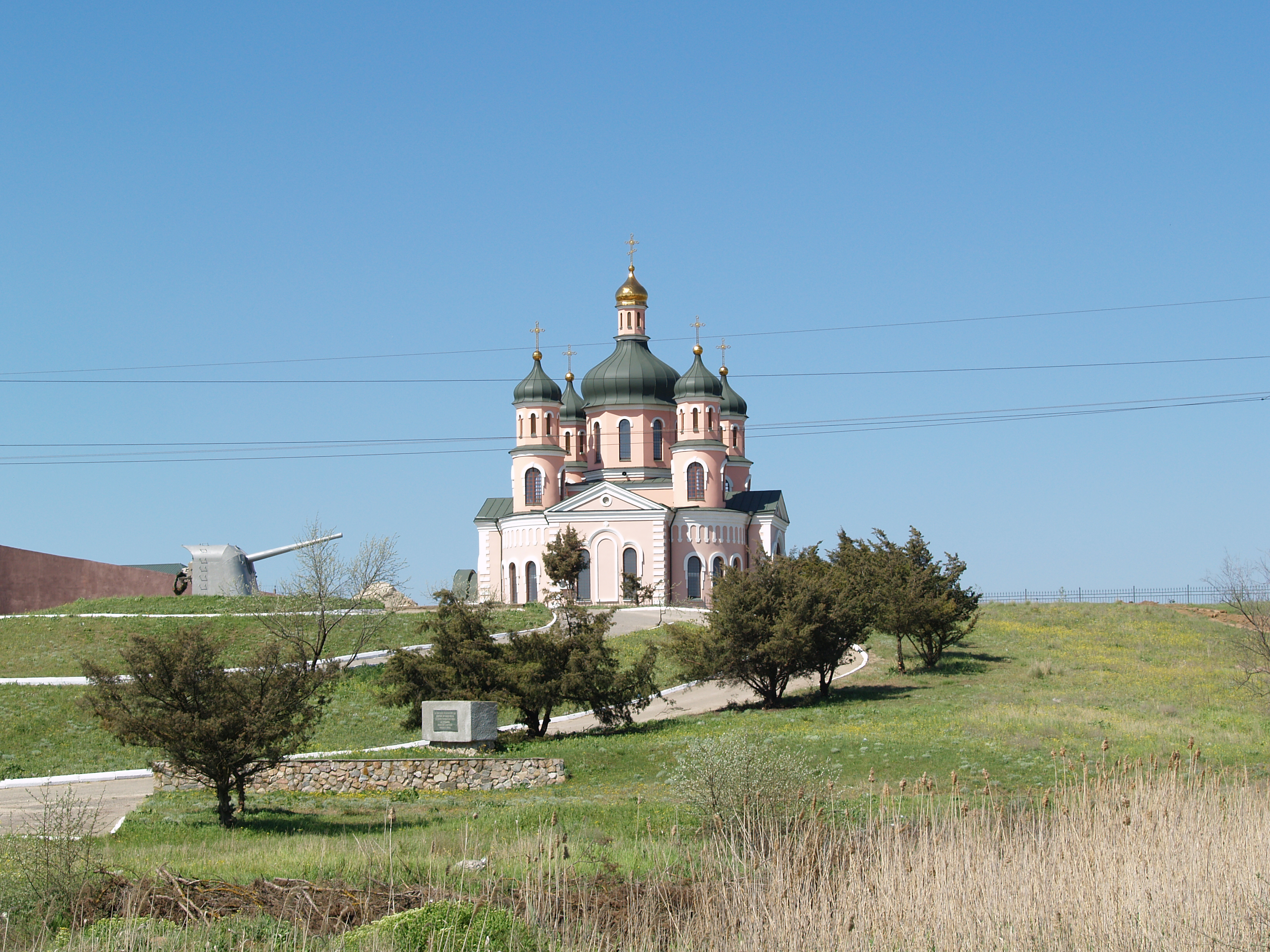
Kirche im Ort

Das Dorf befindet sich im Norden der Arabat-Nehrung zwischen dem Sywasch im Westen und dem Utljuk-Liman im Osten.
Henitscheska Hirka befindet sich etwa 215 km südöstlich der Oblasthauptstadt Cherson und 9 km südlich vom Rajonzentrum Henitschesk, das durch die Henitschesk-Straße von der Nehrung getrennt wird. Die nächstgelegene Ortschaft ist das Dorf Schtschaslywzewe 5 km südlich von Henitscheska Hirka.
Am 12. Juni 2020 wurde das Dorf ein Teil der neugegründeten Stadtgemeinde Henitschesk, bis dahin war es Teil der Landratsgemeinde Schtschaslywzewe im Süden des Rajons Henitschesk.